# Ветошников, Леонид Владимирович
Леонид Владимирович Ветошников (30 мая 1897 года, Ярославль — 22 декабря 1964 года, Москва) — советский военный деятель, генерал-майор (24 июля 1941 года).

## Начальная биография
Леонид Владимирович Ветошников родился 30 мая 1897 года в Ярославле.

## Военная служба

### Первая мировая и гражданская войны
В сентябре 1915 года призван в ряды Русской императорской армии и направлен в 211-й запасной полк и зачислен в команду по подготовке в школу прапорщиков. Весной 1916 года направлен на учёбу в Александровское военное училище в Москве, которое окончил осенью того же года с присвоением чина прапорщика и назначен младшим офицером в составе запасного полка, дислоцированного в г. Городок (Витебская губерния). В декабре направлен на учёбу на пулемётные курсы в Торжке, после окончания которых в марте 1917 года направлен в Бородинский 68-й пехотный полк, в составе которого принимал участие в боевых действиях в районе Двинска на Северном фронте. Осенью 1917 года произведён в подпоручики, а в декабре демобилизован.
В марте 1918 года призван в ряды РККА и назначен на должность начальника пулемётной команды Иваново-Вознесенского рабочего полка, однако с мая в связи с болезнью находился на лечении. После выздоровления в октябре назначен на должность командира батальона 34-го резервного полка Басманного района Москвы, а в конце декабря — на должность начальника пулемётной команды в составе 1-го запасного полка при штабе 9-й армии (Южный фронт), после чего весной и летом 1919 года принимал участие в боевых действиях в районе Борисоглебска и Поворино против войск под командованием А. И. Деникина, а также в подавлении восстания в районе станицы Усть-Медведицкая. В июне Л. В. Ветошников был ранен, после чего лечился в госпитале в Моршанске.
После выздоровления в октябре 1919 года направлен в запасной полк Южного фронта, дислоцированный в Серпухове, в составе которого служил на должностях начальника пулемётной команды и помощника командира полка по строевой части, а с апреля 1920 года служил на должностях начальника полковой школы и командира батальона в составе 4-го запасного полка Южного фронта. Летом 1920 года полк был передислоцирован в район Ромны и Лубны с целью борьбы с бандформированиями.
В мае 1921 года назначен на должность начальника пулемётной команды в составе 56-го стрелкового полка, после чего принимал участие в боевых действиях против войск под командованием Н. И. Махно в районе Полтавы и Екатеринослава.

### Межвоенное время
В августе 1921 года назначен на должность помощника командира 11-го отдельного продовольственного батальона, в конце того же года — на должность преподавателя 92-х Лубенских пехотных курсов, которые были расформированы в августе 1922 года, а Л. В. Ветошников переведён в 14-ю пехотную школу в Полтаве, где служил на должностях преподавателя и главного руководителя стрелково-пулемётного дела. В сентябре 1923 года направлен на учёбу в военно-педагогическую школу в Москве, после окончания которой в августе 1924 года вернулся в 14-ю пехотную школу и назначен на должность преподавателя тактики, однако уже 1925 году переведён на эту же должность в Саратовскую пехотную школу комсостава.
В октябре 1928 года направлен на учёбу в Военную академию имени М. В. Фрунзе, после окончания которой в мае 1931 года направлен в штаб 7-ю стрелковую дивизию и назначен на должность начальника 1-й части штаба, а в декабре 1932 года — на должность начальника штаба это же дивизии.
В ноябре 1935 года направлен на учёбу на военно-исторические курсы при Военной академии имени М. В. Фрунзе, после окончания которых в декабре 1936 года зачислен в Академию Генштаба РККА. В июне 1938 года полковник Л. В. Ветошников назначен на должность старшего преподавателя Академии Генштаба РККА, а приказом НКО от 14 августа 1938 года ему присвоены права окончившего эту академию. 11 апреля 1939 года присвоено учёное звание доцент по кафедре оперативного искусства.
В феврале 1940 года направлен на Северо-Западный фронт и назначен на должность начальника штаба Особого стрелкового корпуса, после чего принимал участие в боевых действиях в ходе Советско-финской войны, после окончания которой в марте того же года переведён на должность заместителя начальника штаба — начальника оперативного отдела штаба Одесского военного округа.

### Великая Отечественная война
С началом войны полковник Л. В. Ветошников 22 июня назначен на должность заместителя начальника штаба — начальника оперативного отдела штаба 9-й армии, сформированной на базе Одесского военного округа, которая в ходе приграничного сражения вела оборонительные боевые действия северо-западнее Кишинёва, а затем отступала на рубеж рек Днестр, Южный Буги Днепр от Каховки до устья.
В августе 1941 года назначен на должность начальника штаба Одесского военного округа, который 10 сентября был расформирован, после чего находился в распоряжении генерал-полковника А. В. Хрулёва и исполнял должность уполномоченного по снабжению и эвакуации Ленинграда, а в ноябре переведён на должность заместителя командующего — начальника тыла 57-й армии, формировавшейся в Сталинграде и в декабре передислоцированной на Южный фронт.
В январе 1942 года переведён на должность заместителя начальника штаба — начальника оперативного отдела штаба оперативной группы Юго-Западного фронта, после чего принимал участие в боевых действиях в ходе Барвенково-Лозовской наступательной операции.
С июня 1942 года исполнял должность начальника оперативного отдела — заместителя начальника штаба Юго-Западного направления, а с 25 июня — должность начальника штаба 38-й армии, однако 16 июля «за прорыв противника в стыке 21-й и 38-й армий и беспорядочный отход войск» генерал-майор Л. В. Ветошников был освобождён от занимаемой должности, после чего находился в распоряжении Ставки Верховного Главнокомандования и в августе назначен на должность командира 266-й стрелковой дивизии, формировавшейся в Сызрани (Приволжский военный округ). После завершения формирования в ноябре дивизия была передислоцирована в район Еланская, Безбородовский и Моховский, где включен в состав 3-й гвардейской армии, после чего 21 ноября заняла оборонительный рубеж по правому берегу Дона в районе хутора Астахов и вскоре принимала участие в Среднедонской и Ворошиловградской наступательных операций. 12 января 1943 года освобождён от занимаемой должности, после чего лечился в госпитале по болезни.
После выздоровления находился в распоряжении Военного совета Юго-Западного фронта и в мае 1943 года назначен на должность заместителя начальника штаба — начальника оперативного отдела штаба 1-й гвардейской армии, которая вскоре принимала участие в боевых действиях в ходе Изюм-Барвенковской наступательной операции, освобождении Левобережной Украины, на киевском направлении и затем в Житомирско-Бердичевской операции.
В феврале 1944 года назначен на должность начальника отдела боевой подготовки Северо-Кавказского военного округа.

### Послевоенная карьера
После окончания войны находился на прежней должности.
В сентябре 1945 года назначен на должность начальника отдела боевой и физической подготовки штаба Донского военного округа, а в январе 1946 года переведён на преподавательскую работа в Высшую военную академию имени К. Е. Ворошилова, в которой служил на должностях старшего преподавателя, начальника кафедры истории военного искусства, заместителя начальника кафедры стратегии.
Генерал-майор Леонид Владимирович Ветошников 3 сентября 1952 года вышел в запас. Умер 22 декабря 1964 года в Москве. Похоронен на Троекуровском кладбище.

## Награды
- Орден Ленина (30.04.1945);
- Два ордена Красного Знамени (26.10.1943, 21.02.1945)
- Медали.

## Сочинения
Ветошников Л. В. Брусиловский прорыв: оперативно-стратегический очерк. — М.: Воениздат, 1940. — 184 с.